# Championnat de Slovaquie de football 1993-1994
Navigation
Saison 1994-1995
La saison 1993-1994 du Championnat de Slovaquie de football était la première édition de la Slovak Superliga, le championnat de première division de la toute jeune Slovaquie. Les 12 clubs de l'élite jouent les uns contre les autres lors de rencontres disputées en matchs aller et retour au sein d'une poule unique.
Le Slovan Bratislava, qui a terminé 3e du dernier championnat de Tchécoslovaquie avant le divorce de velours, finit en tête du championnat et remporte le premier titre de champion de Slovaquie de son histoire. Il termine avec 10 points d'avance sur l'Inter Bratislava. Le Slovan réalise d'ailleurs le doublé en battant le Tatran Prešov en finale de la Coupe de Slovaquie.

## Participants
Du fait de la séparation de la Tchécoslovaquie entre la République tchèque et la Slovaquie, les 12 clubs prenant part à cette première édition de la Slovak Superliga sont issues des anciennes D1 et D2 tchécoslovaques : les 6 clubs slovaques qui ont participé à la saison 1992-1993 du championnat de D1 et les 6 meilleures équipes slovaques de D2.
| - Clubs issus de D1 tchécoslovaque : - Slovan Bratislava - Inter Bratislava - FC Nitra - Dunajská Streda - Tatran Prešov - Spartak Trnava | - Clubs issus de D2 tchécoslovaque : - 1. FC Košice - MŠK Žilina - Dukla Banská Bystrica - Chemlon Hummené - Baník Prievidza - Lokomotíva Košice |

## Compétition
Le barème de points servant à établir le classement se décompose ainsi :
- Victoire : 2 points
- Match nul : 1 point
- Défaite : 0 point

### Première phase
| Rang | Équipe                | Pts | J  | G  | N | P  | Bp | Bc | Diff |
| ---- | --------------------- | --- | -- | -- | - | -- | -- | -- | ---- |
| 1    | Slovan Bratislava     | 37  | 22 | 17 | 3 | 2  | 45 | 15 | +30  |
| 2    | Inter Bratislava      | 30  | 22 | 14 | 2 | 6  | 49 | 28 | +21  |
| 3    | Dunajská Streda       | 26  | 22 | 11 | 4 | 7  | 38 | 26 | +12  |
| 4    | MŠK Žilina            | 24  | 22 | 9  | 6 | 7  | 32 | 22 | +10  |
| 5    | 1. FC Košice          | 22  | 22 | 7  | 8 | 7  | 25 | 31 | -6   |
| 6    | Tatran Prešov         | 21  | 22 | 6  | 9 | 7  | 24 | 28 | -4   |
| 7    | Dukla Banská Bystrica | 21  | 22 | 8  | 5 | 9  | 23 | 29 | -6   |
| 8    | Spartak Trnava        | 18  | 22 | 5  | 8 | 9  | 19 | 26 | -7   |
| 9    | Lokomotíva Košice     | 17  | 22 | 4  | 9 | 9  | 21 | 40 | -19  |
| 10   | Chemlon Hummené       | 17  | 22 | 5  | 7 | 10 | 22 | 34 | -12  |
| 11   | FC Nitra              | 16  | 22 | 7  | 2 | 13 | 24 | 30 | -6   |
| 12   | Baník Prievidza       | 15  | 22 | 5  | 5 | 12 | 21 | 34 | -13  |

Légende
- 1er à 6e: qualification pour le groupe pour le titre
- 7e à 12e: qualification pour le groupe de relégation

### Deuxième phase

#### Groupe pour le titre
| Rang | Équipe                | Pts | J  | G  | N  | P  | Bp | Bc | Diff |
| ---- | --------------------- | --- | -- | -- | -- | -- | -- | -- | ---- |
| 1    | Slovan Bratislava (C) | 50  | 32 | 20 | 10 | 2  | 63 | 28 | +35  |
| 2    | Inter Bratislava      | 40  | 32 | 18 | 4  | 10 | 65 | 45 | +20  |
| 3    | Dunajská Streda       | 36  | 32 | 13 | 10 | 9  | 62 | 47 | +15  |
| 4    | Tatran Prešov         | 34  | 32 | 10 | 14 | 8  | 47 | 43 | +4   |
| 5    | MŠK Žilina            | 33  | 32 | 11 | 11 | 10 | 50 | 42 | +8   |
| 6    | 1. FC Košice          | 27  | 32 | 8  | 11 | 13 | 35 | 54 | -19  |

Qualifications européennes
Coupe des Coupes 1994-1995
- tour préliminaire

Coupe UEFA 1994-1995
- premier tour

Abréviations
- C : Vainqueur de la Coupe de Slovaquie

#### Groupe de relégation
| Rang | Équipe                | Pts | J  | G  | N  | P  | Bp | Bc | Diff |
| ---- | --------------------- | --- | -- | -- | -- | -- | -- | -- | ---- |
| 1    | Spartak Trnava        | 28  | 32 | 8  | 12 | 12 | 25 | 32 | -7   |
| 2    | Lokomotíva Košice     | 28  | 32 | 7  | 14 | 11 | 30 | 47 | -17  |
| 3    | Dukla Banská Bystrica | 27  | 32 | 9  | 9  | 14 | 31 | 43 | -12  |
| 4    | Chemlon Hummené       | 27  | 32 | 7  | 13 | 12 | 31 | 43 | -12  |
| 5    | Baník Prievidza       | 27  | 32 | 10 | 7  | 15 | 34 | 42 | -8   |
| 6    | FC Nitra              | 27  | 32 | 12 | 3  | 17 | 39 | 46 | -7   |

Relégation
- relégation en 2e division

## Bilan de la saison
| Championnat de Slovaquie de football 1993-1994                        |                                  |
| Champion                                                              | ŠK Slovan Bratislava (1er titre) |
| Coupes et trophées                                                    |                                  |
| Vainqueur de la Coupe de Slovaquie 1993-1994                          | ŠK Slovan Bratislava             |
| Qualifications continentales                                          |                                  |
| Ligue des champions de l'UEFA 1994-1995                               | Aucun                            |
| Coupe des Coupes 1994-1995                                            | FC Tatran Prešov                 |
| Coupe UEFA 1994-1995                                                  | ŠK Slovan Bratislava             |
| Coupe UEFA 1994-1995                                                  | FK Inter Bratislava              |
| Promotions et relégations                                             |                                  |
| Promus en Slovak Superliga                                            | BSC JAS Bardejov                 |
| Relégués en Championnat de Slovaquie de football de deuxième division | FC Nitra                         |